# 1468

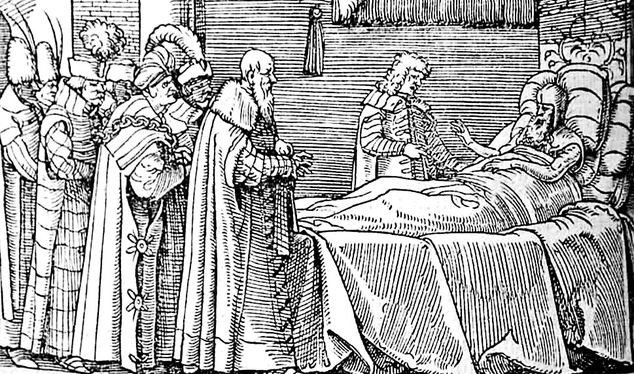
Skanderbeg op zijn sterfbed

Het jaar 1468 is het 68e jaar in de 15e eeuw volgens de christelijke jaartelling.

## Gebeurtenissen
januari
- 20 - Rudolf van Rüdesheim wordt gekozen tot prins-bisschop van Breslau.

juni
- 23 - Slag bij Straelen: Adolf van Gelre verslaat Johan I van Kleef.

juli
- 3 - Karel de Stoute huwt Margaretha van York in Damme. Aansluitend wordt het bruidspaar in Brugge de Wapenpas van de Gouden Boom aangeboden.

september
- 19 - Koning Hendrik IV van Castilië sluit onder druk van de edelen een overeenkomst (Tratado de Los Toros de Guisando) met zijn halfzuster Isabella, waarin hij haar als opvolger erkent, ten nadele van zijn eigen dochter Johanna, (bijgenaamd la Beltraneja).
- 24 - In Brugge wordt een vrouw uit Wervik ter dood gebracht op de brandstapel, omdat zij opzettelijk de pest zou hebben verspreid.

oktober
- 14 - Verdrag van Péronne: Karel de Stoute verkrijgt het door de Engelsen geclaimde graafschap Ponthieu.
- 21 - Ursulavloed: Een stormvloed veroorzaakt schade vooral in het gebied rond Rotterdam. De Walburgiskerk te Zutphen stort in.
- 29 - De aanval van de 600 Franchimontezen, de laatste militaire actie tegen de Bourgondiërs in de stad Luik.

november
- 3 - Karel de Stoute verwoest Luik. Zijn soldaten misdragen zich in de stad: ongeveer een kwart van de 20.000 inwoners verliest hierbij het leven.

zonder datum
- Matthias Corvinus van Hongarije verovert Moravië op Bohemen.
- Henneberg-Römhild wordt verdeeld in Henneberg-Römhild onder Frederik II en Henneberg-Münnerstädt onder Otto III.

## Kunst

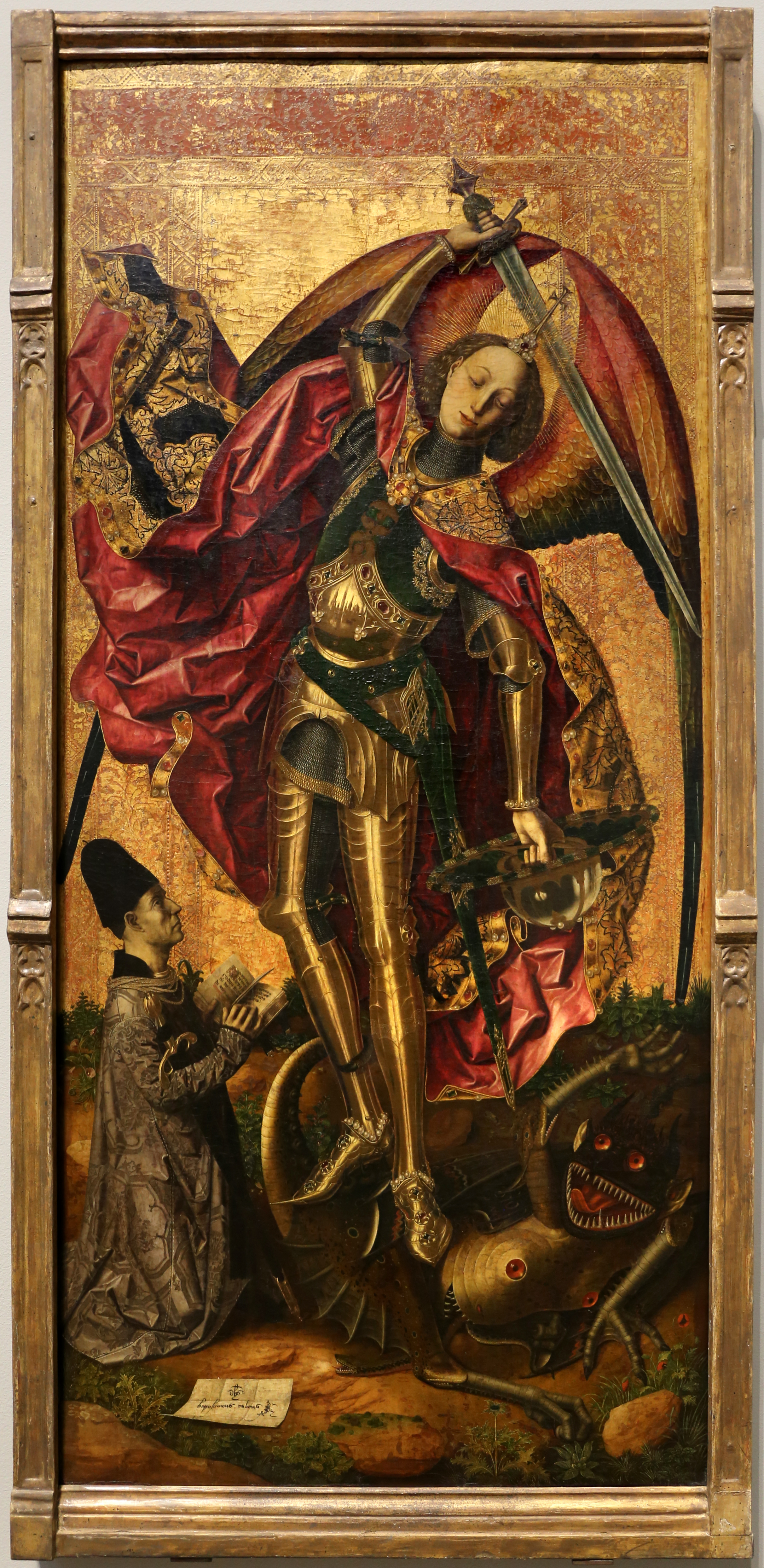
Bartolomé Bermejo: Sint-Michael verslaat de Duivel
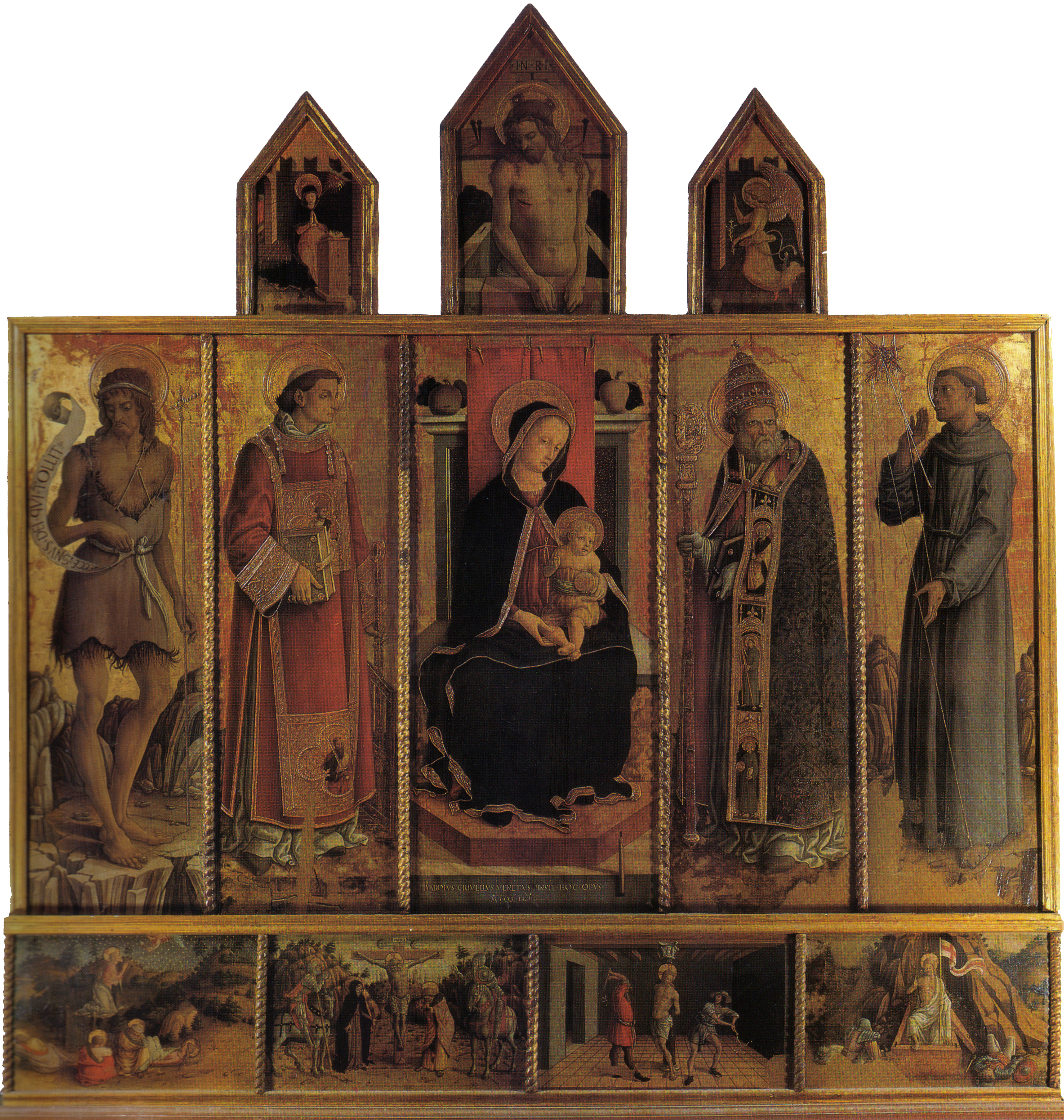
Carlo Crivelli: Polyptiek van Madonna met kind en heiligen
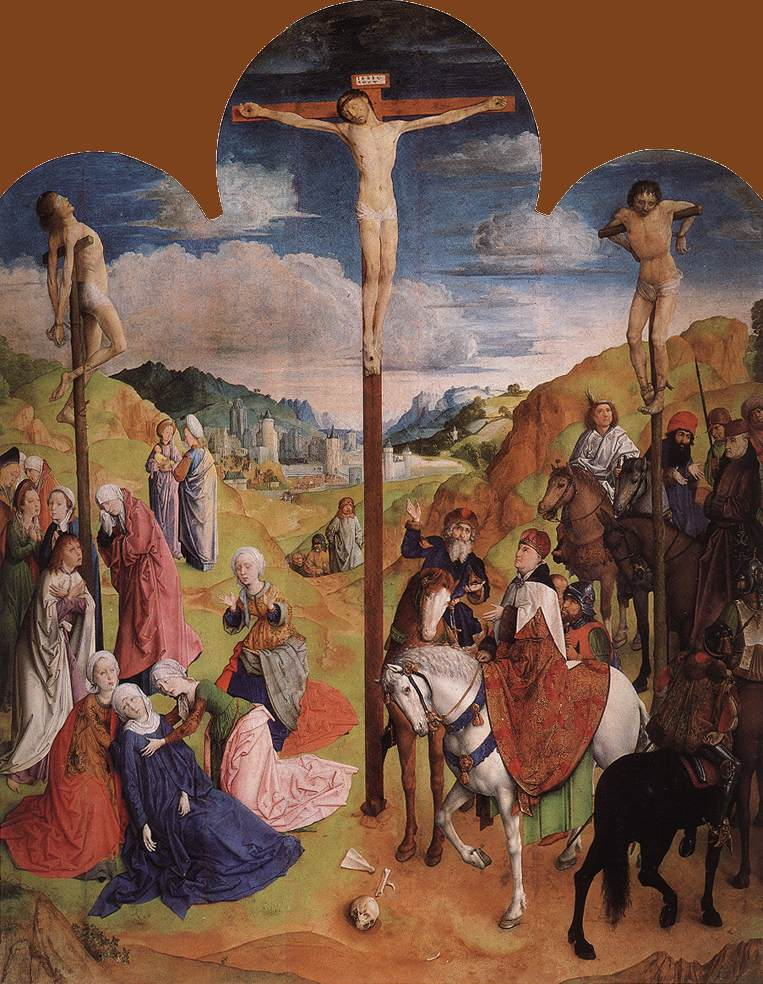
Justus van Gent: Calvarie-triptiek
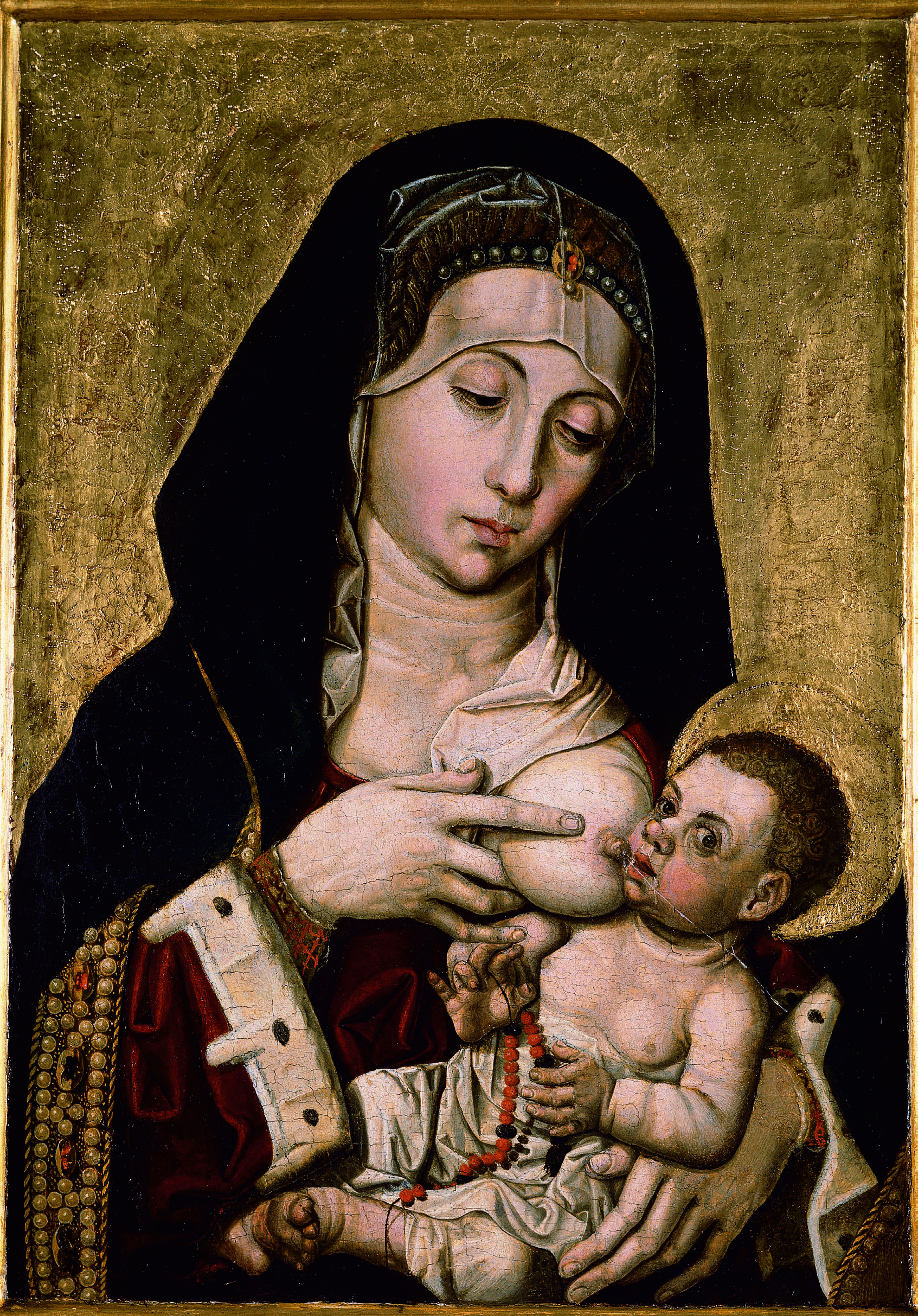
Bartolomé Bermejo: Zogende Madonna

## Opvolging
- Anhalt-Bernburg - Bernhard VI opgevolgd door George I van Anhalt-Dessau
- Longueville - Jan van Orléans opgevolgd door zijn zoon Frans I
- Mamelukken (Egypte) - Ashraf Qaitbay als opvolger van Khair Bey
- Maronitisch patriarch - Jakob II van Hadath opgevolgd door Jozef II van Hadath

## Afbeeldingen

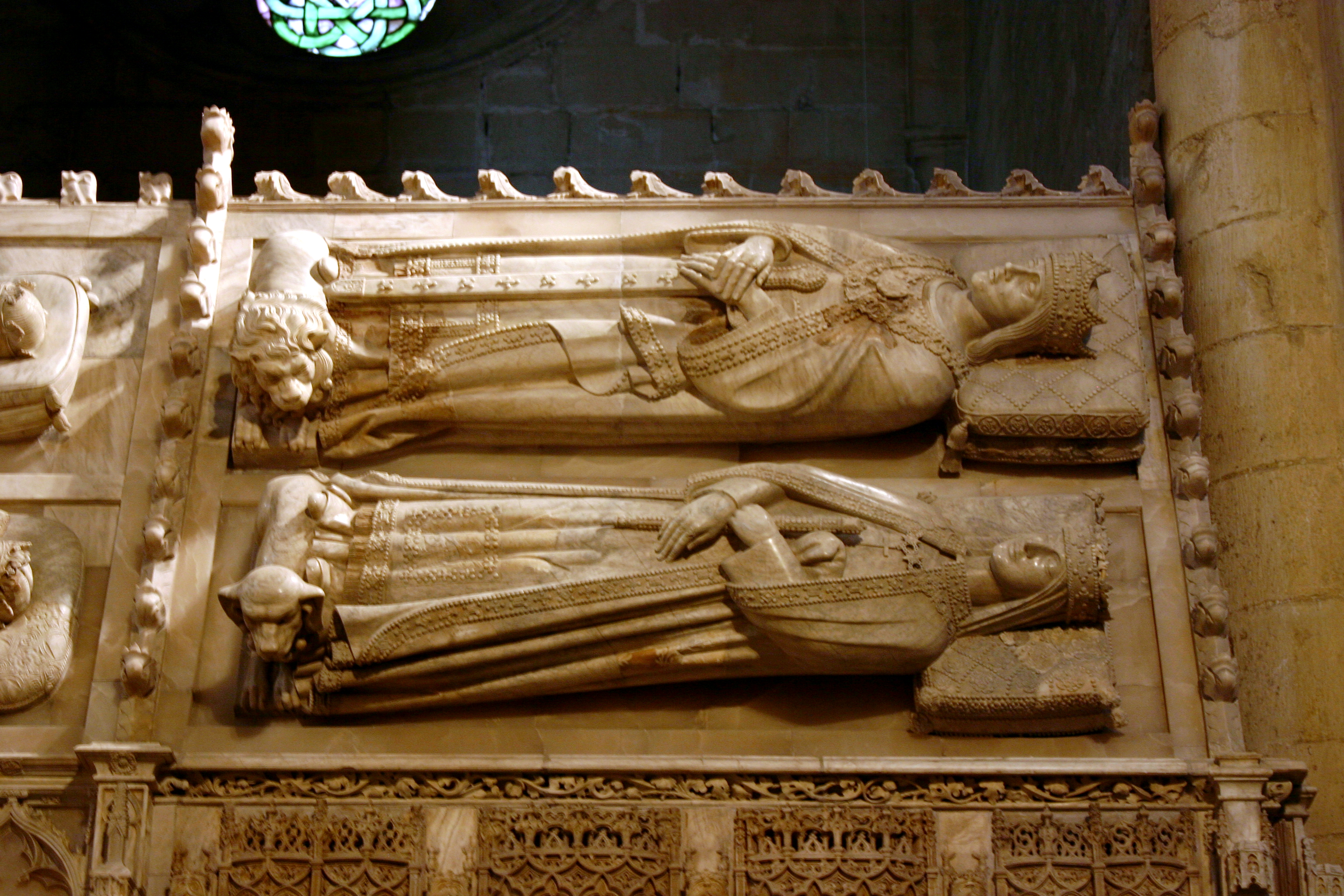
graf van Johanna Enríquez (onder)
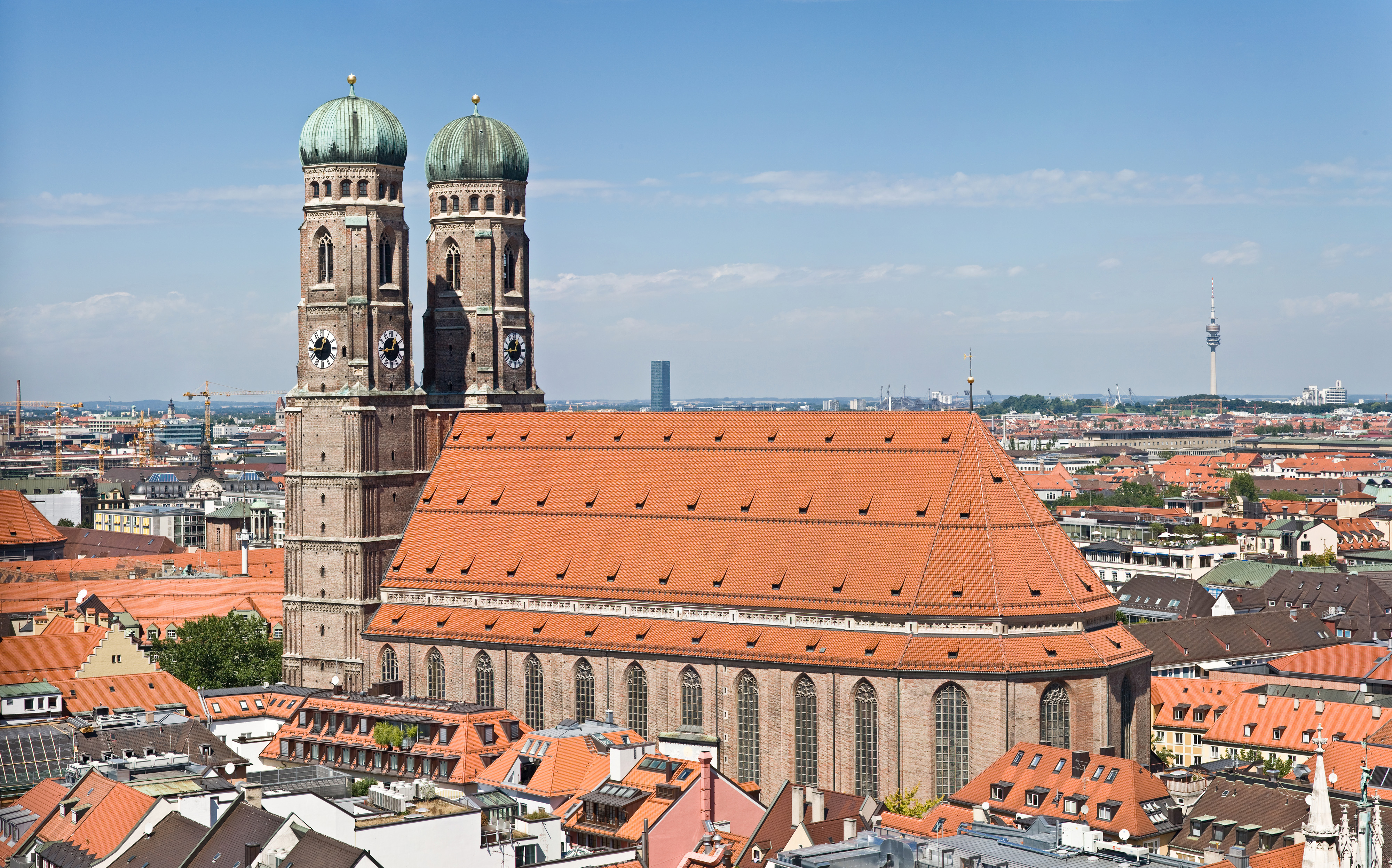
Frauenkirche, München (bouw begonnen 1468)

## Geboren
- 20 februari - Thomas Cajetanus, Italiaans theoloog en filosoof
- 29 februari - Paulus III, paus (1534-1549)
- 29 maart - Karel I, hertog van Savoye (1482-1490)
- 20 april - Willem van Palts-Simmern, Duits geestelijke
- 27 april - Frederik Jagiellon, Pools kardinaal
- 13 juni - Johan de Standvastige, keurvorst van Saksen (1525-1532)
- 12 juli - Juan del Encina, Spaans toneelschrijver
- 3 augustus - Albrecht van Münsterberg, Duits edelman
- 14 september - Heinrich Cornelius Agrippa von Nettesheim, Duits magiër en alchemist
- 15 september - Hendrik I, hertog van Brunswijk-Lüneburg
- 27 september - Sigismund van Brandenburg-Kulmbach, Duits edelman
- Jan II, heer van Monaco
- Petrus Montanus, Nederlands humanist
- Catharina van Saksen, Duits edelvrouw
- Hendrik Bentinck, Gelders staatsman (jaartal bij benadering)
- Michel Sittow, Ests schilder (jaartal bij benadering)
- George Talbot, Engels edelman (jaartal bij benadering)
- Ludovico di Varthema, Italiaans reiziger (jaartal bij benadering)

## Overleden
- 3 januari - Jan I van Albret, Frans edelman
- 17 januari - Skanderbeg (62), Albanees militair leider
- 2 februari - Bernhard VI van Anhalt, Duits edelman
- 3 februari - Johannes Gutenberg (~67), Duits drukker en uitvinder
- 13 februari - Johanna Enríquez (~42), echtgenote van Johan II van Aragon
- 6 juni - Adriaan van Borselen, Zeeuws edelman
- 5 juli - Alfons van Trastámara en Avís (14), Castiliaans prins
- 29 juli - Wenceslaus I van Zator (~50), Silezisch edelman
- 26 september - Juan de Torquemada (~80), Castiliaans kardinaal
- 1 oktober - Margriete Achtels, Vlaams hekserijverdachte
- 7 oktober - Sigismondo Malatesta (~51), Italiaans militair
- 24 november - Jan van Orléans (66), Frans edelman
- 25 december - Goswin de Streel (~28), Bourgondisch ridder
- Joanot Martorell (~55), Aragonees schrijver
- Beatrix de Rijke (~47), Hollands vondelinge
- Francesco Squarcione (~71), Italiaans schilder